# Passeport Avenir
Passeport Avenir est une association française pour l'égalité des chances créée en 2005 qui fusionne dans Article 1 en 2017. 

## Mission
Elle est engagée dans l'accompagnement des jeunes, issus de milieux défavorisés (quartiers sensibles, zones rurales) depuis le lycée jusqu'à l’obtention de leur diplôme de grande école, ou d’université par le biais du tutorat professionnel. Avec l'aide de cadres d'entreprise bénévoles, l'association fait découvrir à ces étudiants le monde du travail. Depuis 2005, Passeport Avenir a assuré le tutorat de 18 280 étudiants.
L'association regroupe des personnes physiques (lycéens et étudiants en filières scientifiques et management, femmes et hommes bénévoles remplissant le rôle de tuteur) et des personnes morales (entreprises, lycées, écoles, universités, ministères).

## Direction
L'association a été créée en 2005 par Benjamin Blavier, délégué général de Passeport Avenir.
Le Bureau de l'association est composé de représentants des entreprises membres :	
- Président : Christian Nibourel, Président d’Accenture France et Benelux
- Secrétaire : Stéphane Richard, Président-Directeur général du Groupe Orange
- Trésorier : Michel Combes, Président-Directeur général, Numericable-SFR